# Carlos Gracida

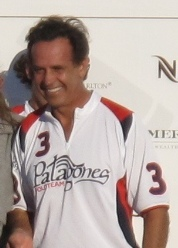
Carlos Gracida (2010)

Carlos Gracida (* 5. September 1960 in Mexiko-Stadt; † 25. Februar 2014 in Wellington, Florida) war ein mexikanischer Polospieler und einer der wenigen, die ein Handicap von 10 erreichten.

## Leben
Carlos Gracida war der jüngere Sohn des Polospielers Guillermo Gracida Sen. und fing selber im Alter von fünf Jahren an zu spielen. Mit zehn Jahren fing er an, an Turnieren teilzunehmen. 1985 erhielt Gracida das höchstmögliche Handicap von 10, das er 15 Jahre halten konnte. Er spielte u. a. für das Ellerstina Polo Team, White Birch, Tramontana und für La Espadaña, eines der erfolgreichsten Teams der 1980er Jahre.
1994 war ein goldenes Jahr für Gracida, als er nahezu jedes Turnier, an dem er teilnahm, gewann. In den USA gewann er die US Open, in Großbritannien den Gold Cup (auch Britische Open genannt) und in Argentinien mit Ellerstina die Triple Corona (Gewinn der Tortugas Open, Hurlingham Open und Argentine Open in einem Jahr).
Gracida wurde insgesamt fünfmal zum „Spieler des Jahres“ in den USA ernannt. Neben seinem Bruder Guillermo „Memo“ Gracida Jun. und dem Mexikaner Antonio Herrera ist Carlos Gracida der einzige Ausländer, dem es gelungen ist, die Argentine Open zu gewinnen, nämlich 1987 bis 1990 und 1994. 1988 erhielt er die Olimpia de Plata, eine argentinische Auszeichnung für Sportler. Die Britischen Open hat Gracida insgesamt zehnmal gewonnen, neunmal siegte er bei den US Open.
Gracida hielt im November 2009 ein Handicap von 9 in Argentinien und 8 in den USA.
Sein bekanntestes Pferd war Chesney, das mehrere Male die Auszeichnung als „Best Playing Pony“ gewann, darunter 1988, 1989 und 1991 beim Gold Cup in Großbritannien. Sein persönlicher Favorit war jedoch Nony Nony.
Gracida hatte zwei Söhne, Carlos Jun. und Mariano. Er lebte in Wellington, Florida, wo er am 25. Februar 2014 bei einem Reitunfall während eines Poloturniers im Everglades Polo Club starb.